# Łatczyn brodawnik
Łatczyn brodawnik (Decticus verrucivorus) – euroazjatycki gatunek owada prostoskrzydłego z rodziny pasikonikowatych (Tettigoniidae).
Ciało łatczyna osiąga długość od 2,5–4 cm. Pokładełko długie do 26 mm, jest ząbkowane na krawędziach i pokryte ostrymi brodawkami. Od innych pasikonikowatych wyróżniają go masywne tylne odnóża oraz długie skrzydła daleko wystające poza koniec odwłoka, pokryte widocznymi szeregami drobnych plamek. Ubarwienie zmienne.
Prowadzi naziemny i dzienny tryb życia. Samce wydają dźwięki o dość ostrym brzmieniu w niewielkim stopniu modulowane. Lubi miejsca nasłonecznione jak suche, południowe zbocza, wrzosowiska i łąki, przebywa również w zaroślach. Jest wszystkożerny.
W Polsce można go spotkać na terenie całego kraju, z wyjątkiem Tatr. Osobniki dorosłe występują od początku lipca. 
Polska nazwa gatunku związana jest z ludowym wierzeniem, że wydzielana przez złapane osobniki brunatna ciecz likwiduje brodawki. Złapany łatczyn brodawnik gryzie. Przystawiano go do brodawek, które zgryzał silnymi żuwaczkami, a powstałą ranę smarowano sokiem trawiennym owada.